# Zosterop de Madagascar
El zosterop de Madagascar (Zosterops maderaspatanus) és un ocell de la família dels zosteròpids (Zosteropidae).

## Hàbitat i distribució
Habita boscos, vegetació secundària, arbusts i manglars de les illes Comores de Mohéli i Anjouan. Astove, les illes Glorioses i Madagascar.